# Unité de volume
Les unités de volume sont, comme leur nom l'indique, des unités permettant d'exprimer la grandeur d'un volume. On parle de contenance lorsqu'il s'agit d'un volume de liquide contenu dans un objet.

## Unités internationales et dérivées
L'unité internationale de volume est le mètre cube, noté m3. On en déduit les unités dérivées avec les préfixes, par exemple :
millimètre cube : 1 mm3 = 0,000 000 001 m3, 1 m3 = 1 000 000 000 mm3.
L'unité de contenance dérivée la plus utilisée est le litre, noté L :
1 L = 1 dm3 = 0,001 m3 ; 1 m3 = 1 000 L.
Les unités dérivées du litre les plus courantes sont :
- l'hectolitre, utilisé pour la production agricole (lait, jus de fruit, vin, etc.) : 1 hL = 100 L, 1 L = 0,01 hL ;
- le millilitre, utilisé pour les faibles contenances : 1 mL = 0,001 L, 1 L = 1 000 mL.

| kilolitre | hectolitre | décalitre | Litre |
| --------- | ---------- | --------- | ----- |
|           |            |           |       |
|           |            |           |       |
|           |            |           |       |

| mètre cube | hectolitre | décalitre | Litre |
| ---------- | ---------- | --------- | ----- |
|            |            |           |       |
|            |            |           |       |
|            |            |           |       |

| Litre | décilitre | centilitre | millilitre |
| ----- | --------- | ---------- | ---------- |
|       |           |            |            |
|       |           |            |            |
|       |           |            |            |

## Anciennes mesures françaises
L'unité usuelle de volume est le cube.

## Unités anglo-saxonnes
- Gallon (gal) : le gallon vaut entre 3,79  et   4,54 L.

## Unités vietnamiennes
- giạ : utilisé pour mesurer la quantité de grain, en particulier de riz, il vaut environ 40 L ; en culture traditionnelle, un hectare de rizière donne 100  à   120 giạ de riz par an.

## Unités islamiques
- Un Saa', utilisé pour mesurer la quantité d'une denrée alimentaire. Le Saa' vaut entre 2,5  et   3 kg[1].

Cette mesure est utilisée notamment pour calculer l'aumône de fin du Ramadan (Zakat el Fitr) comme le rapporte ce hadith : « Le Messager d’Allah (Paix et bénédictions sur lui) a rendu obligatoire l’aumône de la rupture du jeûne en versant un saa’ de dattes ou un saa’ d’orge, à chaque esclave ou personne libre, mâle ou femelle, petit et grand parmi les musulmans. Puis il a ordonné qu’elle soit remise avant que les gens ne se rendent à la prière (de l’Aïd). » (rapporté par Al Boukhari)

## Autres unités de volume
- Le baril, environ 159 litres ;
- La piscine olympique, correspondant généralement à 2 500 m3.